# DNK polimeraza III holoenzim
DNK polimeraza III holoenzim je primarni enzimski kompleks koji učestvuje u prokariotskoj replikaciji DNK. Thomas Kornberg i Malkolm Gefter su otkrili ovaj kompleks 1970. Kompleks je veoma efikasan, i.e. njegov broj dodatih nukleotida po vezivanju je visok. Pri replikaciji  genoma on funkcioniše zajedno sa drugim DNK polimerazama (Pol I, Pol II, Pol IV, i Pol V). Kao primarni holoenzim procesa replikacije, DNK Pol III holoenzim takođe poseduje sposobnost korekture kojom se ispravljaju replikacione greške u 3'->5' smeru posredstvom dejstva egzonuklease. DNK Pol III je komponenta replizoma, koji je lociran na replikacionoj račvi.

## Komponente
Replizom se sastoji od sledećeg:
- 2 DNK Pol III enzima, svaki od njih sadrži α, ε and θ podjedinice.  
  - α podjedinica ima polimeraznu aktivnost.
  - ε podjedinica ima 3'-5' egzonukleaznu aktivnost.
  - θ podjedinica stimuliše korekturu ε podjecinice.
- 2 β jedinice omogučavaju pomeranje DNK klamfe
- 2 τ jedinice dimerizuju dva sržna enzima (α, ε, i θ podjedinice).
- 1 γ jedinica pomaže β podjedinicama pri vezivanju za DNK.
- Χ i Ψ formiraju 1:1 kompleks i vezuju se za γ ili τ.[1]

## Literatura
- Nicholas C. Price; Lewis Stevens (1999). Fundamentals of Enzymology: The Cell and Molecular Biology of Catalytic Proteins (Third изд.). USA: Oxford University Press. ISBN 019850229X.
- Eric J. Toone (2006). Advances in Enzymology and Related Areas of Molecular Biology, Protein Evolution (Volume 75 изд.). Wiley-Interscience. ISBN 0471205036.
- Branden C; Tooze J. Introduction to Protein Structure. New York, NY: Garland Publishing. ISBN 0-8153-2305-0.
- Irwin H. Segel. Enzyme Kinetics: Behavior and Analysis of Rapid Equilibrium and Steady-State Enzyme Systems (Book 44 изд.). Wiley Classics Library. ISBN 0471303097.
- William P. Jencks (1987). Catalysis in Chemistry and Enzymology. Dover Publications. ISBN 0486654605.

## Spoljašnje veze
- Pregled
- DNA+Polymerase+III на 